# Samugheo
Samugheo – miejscowość i gmina we Włoszech, w regionie Sardynia, w prowincji Oristano.
Według danych na rok 2004 gminę zamieszkiwało 3512 osób, 43,4 os./km². Graniczy z Allai, Asuni, Atzara, Busachi, Laconi, Meana Sardo, Ortueri, Ruinas i Sorgono.